# Luciano Simões
 Luciano Simões de Castro Barbosa Filho  (Salvador, 2 de março de 1983) é um político brasileiro, filho do ex-deputado estadual, Luciano Simões. Atualmente exerce seu segundo mandato de deputado estadual pelo estado da Bahia, tendo sido reeleito em 2018 para a 19.ª legislatura.